# Le Retour des Noveschi à Sienne
Le Retour des Noveschi à Sienne est une tavoletta di Biccherna, une peinture sur bois siennoise peinte par Guidoccio Cozzarelli en 1488 relatant la prise de pouvoir de Pandolfo Petrucci à Sienne en 1487.

## Histoire
Ces tablettes avaient pour but de servir de reliure pour les comptes de la Biccherna gérés par le camerlingue désigné par les autorités de la cité de Sienne pendant six mois et archivées ensuite dans les Archivio di Stato di Siena devenus les archives nationales. Ils prirent l'habitude de confier à un peintre reconnu de décorer la tablette supérieure, en souvenir de leur engagement, pour la postérité.
Intitulée Le Retour des Noveschi à Sienne, la tablette fut la propriété de la collection Fontange de Montpellier puis de la collection Figdor de Vienne. On perd sa trace ensuite. Sa photographie figure dans les archives de la ville.

## Iconographie
Cette tablette fait partie de la série comportant une scène de la vie de la cité, à savoir pour celle-ci la prise de pouvoir par Pandolfo Petrucci le 23 juin 1487 à la tête de la faction des Noveschi partie de Staggia et représenté entrant dans la ville par la porte Fontebranda restée sans défense de nuit.
Dans la tradition des tavolette di Biccherna les blasons des conseils de la ville sont représentés sous la scène figurée, surmontant un long texte explicatif comportant les noms des fonctionnaires de la ville ayant rédigé et vérifié les comptes et la date de la fin de leur exercice de six mois (date et placement du semestre dans l'année).

## Description
Au-dessus de la scène des cavaliers se bousculant devant la porte parmi lesquels on reconnait Pandolfo Petrucci sur un cheval blanc, la Vierge Marie, patronne de la ville, assiste à la scène en haut à gauche ; lui faisant pendant à droite, sainte Ediltrude tenant un chapelet fait référence au jour de l'événement (sainte du jour du 23 juin dans le calendrier siennois).
Au-dessus de la  Porta di Fontebranda figurent les blasons  de la ville et celui du Peuple (Pandolfo Pettrucci ayant unifié par la force les Neuf Ordres de la ville avec ce dernier).
Sous les armes des différents corporations du conseil des Neuf et du peuple figure un texte rappelant le contrôleur des comptes (DOMENICO DI GIOVANNI DI MESSER LORENZO ROCCHI) et le nom du camerlingue (ANTONIO DI' GIOVANNI BENUCCI NICOLO DI MARIANO...) pour les six premiers mois de l'année 1448, ce qui est précisé à la fin du texte (M.CCCCLXXXVIII).

## Sources
- Enzo Carli, Les Tablettes peintes de la "Biccherna" et de la "Gabella" de l'ancienne république de Sienne, in-8°, Electa Editrice, Milan - Florence, 195, no 62 décrite p. 46.